# Chelsea Football Club 1984-1985
Questa voce raccoglie le informazioni riguardanti il Chelsea Football Club nelle competizioni ufficiali della stagione 1984-1985.

## Stagione
Il club londinese termina in dodicesima posizione il campionato con un totale di diciotto vittorie, dodici pari e dodici sconfitte.
Il Chelsea inizia l'FA Cup dal terzo turno, dove pareggia 2-2 contro il Wigan Athletic, nel replay lo batte 5-0, nel quarto turno viene sconfitto dal Millwall FC 2-3 e quindi eliminato.
Il club londinese inizia la Football League Cup dal secondo turno, dove vince 3-1 contro il Millwall all'andata e pareggia 1-1 al ritorno, nel terzo pareggia 2-2 contro il Walsall FC, nel replay lo batte 3-0. Nel quarto batte il Manchester City 4-1, nel quinto pareggia contro lo Sheffield Wednesday 1-1 e nel replay lo batte 2-1, in semifinale viene sconfitto 0-2 all'andata e 2-3 al ritorno dal Sunderland AFC e quindi eliminato.

## Maglie e sponsor
Nella stagione 1984-1985 del Chelsea non è presente il main sponsor, lo sponsor tecnico è Le Coq Sportif. La divisa primaria è costituita da maglia blu con colletto a girocollo (dotato di linee rosse e bianche come decorazione), sono presenti linee orizzontali di colorazione più scura, estremità delle maniche con le medesime personalizzazioni, calzoncini blu con estremità inferiori rosse e calzettoni bianchi con linee blu e rosse. La divisa da trasferta è formata da maglia bianca con collo a V rossoblù e sottili linee orizzontali della medesima colorazione, pantaloncini bianchi con porzione inferiore blu, calzettoni bianchi con linee rossoblù decorative. La terza divisa è formata da una maglia gialla con colletto a girocollo (dotato di linee rosse e bianche come decorazione), sono presenti linee sottili orizzontali rossoblù, calzoncini gialli con estremità inferiori blu e calzettoni gialli con una linee blu e rosse.
| Casa | Trasferta | Terza divisa |

## Rosa
Rosa e numerazione sono aggiornati al 31 maggio 1985.
| N. |                        | Ruolo | Calciatore        |
| -- | ---------------------- | ----- | ----------------- |
|    | Inghilterra (bandiera) | P     | Steve Francis     |
|    | Galles (bandiera)      | P     | Eddie Niedzwiecki |
|    | Inghilterra (bandiera) | D     | Keith Dublin      |
|    | Inghilterra (bandiera) | D     | Terry Howard      |
|    | Inghilterra (bandiera) | D     | Robert Isaac      |
|    | Inghilterra (bandiera) | D     | Dale Jasper       |
|    | Galles (bandiera)      | D     | Joey Jones        |
|    | Scozia (bandiera)      | D     | Joe McLaughlin    |
|    | Scozia (bandiera)      | D     | John Millar       |
|    | Inghilterra (bandiera) | D     | Colin Pates       |
|    | Scozia (bandiera)      | D     | Doug Rougvie      |
|    | Inghilterra (bandiera) | D     | Darren Wood       |

| N. |                        | Ruolo | Calciatore     |
| -- | ---------------------- | ----- | -------------- |
|    | Inghilterra (bandiera) | C     | John Bumstead  |
|    | Scozia (bandiera)      | C     | Keith Jones    |
|    | Sudafrica (bandiera)   | C     | Colin Lee      |
|    | Scozia (bandiera)      | C     | Pat Nevin      |
|    | Inghilterra (bandiera) | C     | Nigel Spackman |
|    | Scozia (bandiera)      | C     | David Speedie  |
|    | Galles (bandiera)      | C     | Mickey Thomas  |
|    | Inghilterra (bandiera) | A     | Paul Canoville |
|    | Galles (bandiera)      | A     | Gordon Davies  |
|    | Inghilterra (bandiera) | A     | Kerry Dixon    |
|    | Scozia (bandiera)      | A     | Duncan Shearer |

## Calciomercato
| Arrivi | Arrivi        | Arrivi        | Arrivi   |
| R.     | Nome          | da            | Modalità |
| ------ | ------------- | ------------- | -------- |
| D      | Micky Droy    | Luton Town    | ?        |
| A      | Gordon Davies | Fulham        | ?        |
| D      | Doug Rougvie  | Aberdeen      | ?        |
| D      | Darren Wood   | Middlesbrough | ?        |

| Partenze | Partenze            | Partenze      | Partenze |
| R.       | Nome                | a             | Modalità |
| -------- | ------------------- | ------------- | -------- |
| A        | Derek Johnstone     | Rangers       | ?        |
| D        | Micky Droy          | Luton Town    | ?        |
| D        | Tony McAndrew       | Middlesbrough | ?        |
| A        | Peter Rhoades-Brown | Oxford Utd    | ?        |
| A        | Clive Walker        | Sunderland    | ?        |

## Statistiche

### Statistiche di squadra
| Competizione        | Punti | Totale | Totale | Totale | Totale | Totale | Totale |
| Competizione        | Punti | G      | V      | N      | P      | Gf     | Gs     |
| ------------------- | ----- | ------ | ------ | ------ | ------ | ------ | ------ |
| Campionato          | 66    | 42     | 18     | 12     | 12     | 63     | 48     |
| FA Cup              | -     | 3      | 1      | 1      | 1      | 9      | 5      |
| Football League Cup | -     | 9      | 4      | 3      | 2      | 18     | 13     |
| Totale              | -     | 54     | 23     | 16     | 15     | 90     | 66     |